# Lexus LF-C
Lexus LF-C (Lexus Future Coupe) – samochód koncepcyjny wchodzącej w skład koncernu Toyota firmy Lexus, zaprezentowany po raz pierwszy w 2004 r. na wystawie motoryzacyjnej New York Auto Show.
Zaprojektowany przez kalifornijskie studio Calty Design Research Center kabriolet z napędzającym tylne koła silnikiem V8 wyposażono w system drive-by-wire, chowane kamery zamiast lusterek wstecznych, tylne światła LED i kubełkowe fotele z zamszową tapicerką.
Rozwiązania zastosowane w Lexusie LF-C wykorzystano później w seryjnym kabriolecie Lexus IS C.